# Тула (верхний приток Оби)
Тула́ — река в Новосибирской области России. Устье реки находится в Новосибирске, в 2964 км от устья по левому берегу реки Обь. Длина реки составляет 72 км, площадь водосборного бассейна 740 км².

## Притоки
Наиболее значимые притоки — Падун, Верхняя Тула.

## Населённые пункты
- село Шилово
- село Ярково
- посёлок Крупской
- село Верх-Тула
- посёлок 8 Марта
- посёлок Красный Восток
- город Новосибирск

## Данные водного реестра
По данным государственного водного реестра России относится к Верхнеобскому бассейновому округу, водохозяйственный участок реки — Обь от Новосибирского гидроузла до впадения реки Чулым, без рек Иня и Томь, речной подбассейн реки — бассейны притоков (Верхней) Оби до впадения Томи. Речной бассейн реки — (Верхняя) Обь до впадения Иртыша.